# Aion (album)

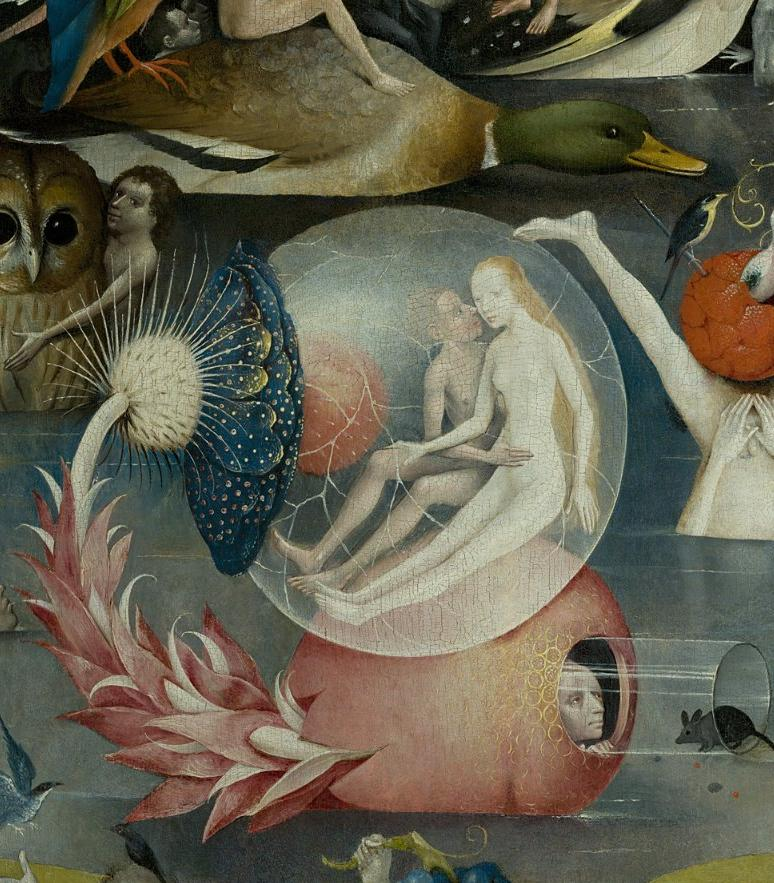
Bosch, Ogród rozkoszy ziemskich, fragment.

Aion – piąty studyjny album zespołu Dead Can Dance. Nagrany w Woodbine Studios i wydany przez wytwórnię 4AD 2 lipca 1990 roku.
Okładka albumu przedstawia szczegół z tryptyku holenderskiego malarza Hieronima Boscha Ogród rozkoszy ziemskich, a konkretnie z jego centralnego panelu „Ziemia”.

## Lista utworów
Źródło:
1. „The Arrival and the Reunion” – 1:39
2. „Saltarello” – 2:34
3. „Mephisto” – 0:54
4. „The Song of the Sibyl” – 3:45
5. „Fortune Presents Gifts Not According to the Book” – 6:03
6. „As the Bell Rings the Maypole Spins” – 5:16
7. „The End of Words” – 2:05
8. „Black Sun” – 4:56
9. „Wilderness” – 1:24
10. „The Promised Womb” – 3:23
11. „The Garden of Zephirus” – 1:48
12. „Radharc” – 2:48

## Twórcy
Źródło:
- Lisa Gerrard – śpiew, różne instrumenty
- Brendan Perry – śpiew, różne instrumenty
- David Navarro-Sust – śpiew (sopran)
- Lucy Robinson – skrzypce tenorowe
- Honor Carmody – skrzypce tenorowe
- Andrew Robinson – skrzypce basowe
- Anne Robinson – skrzypce basowe
- John Bonnar – instrumenty klawiszowe
- Robert Perry – dudy